# گمینا بیاووبژگی (استان پودکارپاتسکیه)
گمینا بیاووبژگی (استان پودکارپاتسکیه) (به لهستانی:  Gmina Białobrzegi) یک گمینا در لهستان است که در شهرستان وانگتسوت واقع شده‌است. گمینا بیاووبژگی ۵۶٫۱۳ کیلومتر مربع مساحت و ۸٬۳۷۴ نفر جمعیت دارد.